# 俞永新
俞永新（1929年3月23日—），福建仙游人，中国医学病毒学家，中国工程院院士。

## 生平
1953年毕业于福建协和大学生物系。2001年当选为中国工程院院士。

## 以俞永新的名字命名的菌种
- 俞永新圣格奥尔根菌 Georgenia yuyongxinii Tian et al. 2020[2]，俞永新乔治菌